# Ciudad de mercado
Una ciudad de mercado es un pueblo o una ciudad que, de acuerdo con la ley europea medieval, disponía del derecho a tener un mercado, siendo un derecho de importante valor y repercusión para el desarrollo de las urbes durante la Edad Media.

## Descripción
Los municipios con derecho de mercado se extendieron por los reinos de Inglaterra (en inglés: market town), Escandinavia y el Sacro Imperio Romano Germánico. En Francia, también los bourgs (burgos) coincidían con el concepto de ciudad de mercado.
En Noruega, la ciudad de mercado (kjøpstad, del nórdico antiguo kaupstaðr) tuvo los privilegios concedidos por la autoridad y permitió que los ciudadanos tuviesen el monopolio de la compraventa de bienes y otras actividades en la misma ciudad o sus alrededores.
En Dinamarca, el concepto de ciudad de mercado (købstad) ha existido desde la Edad de Hierro. Se desconoce cuál fue la primera ciudad de mercado de Dinamarca, aunque Hedeby (parte del actual Schleswig-Holstein) y Ribe son de las primeras. Para 1801, había 74 ciudades de mercado en Dinamarca. La última localidad en obtener el privilegio de ciudad de mercado (købstadsprivilegier) fue Skjern en 1958. En la reforma municipal de 1970, se abolieron los privilegios de las ciudades de mercado, aunque muchas localidades que en el pasado gozaron de dicha consideración siguen anunciándose como købstad.

### Marktgemeinde
En el área germanófona, el concepto de Marktgemeinde (lit. comuna o municipio de mercado) usado durante la Edad Media sigue teniendo vigencia administrativa a día de hoy en Baviera, Austria y Alto Adigio, donde representa una distinción y reconocimiento histórico de ciertos municipios. 
Llamados también sencillamente Markt (‘mercado’), la toponimia de algunos de estos municipios admite esta palabra como parte opcional de su nombre, como en los casos Markt Allhau o Markt Schwaben, donde, aunque no sea obligatorio, es práctica común incluirlo. En otros casos (sobre todo en Franconia), la palabra Markt pasó a formar parte del nombre mismo del pueblo, bien como palabra conjunta —e.g. Marktbergel—, bien por separado, como Markt Bibart, Markt Erlbach o Markt Nordheim. 